# Ацано (Лука)
Ацано је насеље у Италији у округу Лука, региону Тоскана.
Према процени из 2011. у насељу је живело 329 становника. Насеље се налази на надморској висини од 450 м.